# 第23回インド国際映画祭
第23回インド国際映画祭（だい23かいインドこくさいえいがさい、23rd International Film Festival of India）は、1992年1月10日から同月20日までバンガロールで開催された。1988年8月の情報・放送省による決定で、コンペティション部門は非開催となっている。この年はイラン映画が特集されたほか、フランチェスコ・ロージの回顧展が開催された。また、インド・パノラマ部門ではカンナダ語映画が特集され、このほかに長年の映画界での活動を称え、アン・ウィーラー、キング・アンポー、P・P・パントゥル、ゴーヴィンダン・アラヴィンダン、バルラージ・サーヘニーの表彰が行われた。

## 非コンペティション部門
- 世界の映画部門
- インド・パノラマ部門（長編映画）
- インド・パノラマ部門（非長編映画）
- インド・パノラマ部門（メインストリーム映画）